# Pasar Martapura
Pasar Martapura is een bestuurslaag in het regentschap Ogan Komering Ulu van de provincie Zuid-Sumatra, Indonesië. Pasar Martapura telt 3071 inwoners (volkstelling 2010).